# Христианство в Бутане
По данным французского интернет-сайта Aide à l’Eglise en détresse христиан в Бутане насчитывается 16 500 человек, из них католиков только 1 000, то есть 0,9 % населения против 84 % буддистов, 11,4 % индуистов, 3,4 % анимистов.

## Конституция 2008 года
3-я статья Конституции Бутана, принятой в 2008 году, гарантирует свободу вероисповеданий, но также запрещает обращение в другую религию «путём принуждения или побуждения». По данным неправительственной организации Open Doors, из-за этой статьи для многих бутанцев проповеди становятся недоступными.

## Христианские общины
На юге Бутана существует достаточно большое количество христианского населения.

### Католики
Территориально бутанские католики принадлежат к епархии Дарджилинга, Индия.

### Протестанты
Протестантов в Бутане насчитывается намного больше, чем католиков. Крупнейшей протестантской конфессией страны являются пятидесятники и неопятидесятники (5 тыс. в 2001 году). В Бутане также действуют общины евангельских христиан, лютеран и приходы Церкви Северной Индии.

## Буддизм как государственная религия
Буддизм является государственной религией Бутана.
В соответствии с 3 главой Конституции, «буддизм является духовным наследием Бутана, который содействует принципам мира, ненасилия, сострадания и терпимости», «Друк Гьялпо является защитником всех религий в Бутане», «Религиозные учреждения и деятели должны оставаться вне политики».

## Ограничения на христианскую веру

### До 2008 года
- В 2002 году: Согласно докладу неправительственной организации Bhutanese Christians Services Centre за 2002 год, «на 65 000 христиан, проживавших в стране, приходилась только одна церковь»[10].
- В 2006 году: по сообщениям Mission Network News, «буддистам запрещается принимать христианскую веру и строить церкви. (…) Христианам разрешается совершать обряды только у себя дома. Те, кто открыто заявляет о своей христианской вере, могут быть высланы из Бутана и лишены гражданства»[11].
- В 2008 году: согласно Gospel for Asia, «правительство в последнее время запрещает некоторым христианским общинам собираться для проведения богослужений»[12].

### После 2008 года
По данным Open Doors, «преследования в буддистском Бутане, главным образом, происходят от семей, общин и монахов, имеющих сильное влияние в обществе. Количество избиений христиан стало сокращаться, это связано со значительными изменениями, происходящими в стране, в том числе с принятием новой конституции, которая гарантирует свободу вероисповеданий».

## Христианские СМИ
О преследованиях христиан в Бутане информирует неправительственная организация The Bhutanese Christians Services Centre.
Радиостанция организации Gospel for Asia ведёт вещание на Бутан на 5 языках.